# Novi Varoš
Novi Varoš är en ort i Kroatien. Den ligger i länet Brod-Posavina, i den östra delen av landet, 120 km sydost om huvudstaden Zagreb. Novi Varoš ligger 91 meter över havet och antalet invånare är 204.
Terrängen runt Novi Varoš är platt. Runt Novi Varoš är det ganska tätbefolkat, med 65 invånare per kvadratkilometer. Närmaste större samhälle är Nova Gradiška, 14,7 km nordost om Novi Varoš. I omgivningarna runt Novi Varoš växer i huvudsak lövfällande lövskog.